# Irena Wóycicka
Irena Wóycicka (ur. 1 sierpnia 1950 w Warszawie) – polska ekonomistka, działaczka opozycji w okresie PRL, wiceminister pracy i polityki socjalnej (1991–1994), w latach 2010–2013 podsekretarz stanu, następnie do 2015 sekretarz w Kancelarii Prezydenta.

## Życiorys
Absolwentka VI Liceum Ogólnokształcącego im. Tadeusza Reytana w Warszawie. Ukończyła studia ekonomiczne na Uniwersytecie Warszawskim. W pierwszej połowie lat 70. zaangażowała się w działalność opozycyjną, m.in. uczestniczyła w protestach przeciwko powołaniu Socjalistycznego Związku Studentów Polskich, sygnowała list przeciw zmianom w konstytucji. Po wydarzeniach czerwca 1976 uczestniczyła w organizowaniu pomocy dla represjonowanych robotników Ursusa. Od 1977 do 1980 pracowała w Instytucie Finansów przy Ministerstwie Finansów.
W latach 1977–1980 była w zespole redakcyjnym podziemnego dwutygodnika „Robotnik”. Współpracowała z Komitetem Obrony Robotników. W 1980 zaangażowała się w działalność „Solidarności”. Była ekspertem Regionu Mazowsze związku oraz ekspertem w Ośrodku Prac Społeczno-Zawodowych przy KKP „S”.
W listopadzie 1980 została członkiem Towarzystwa Kursów Naukowych. Po wprowadzeniu stanu wojennego była współpracowniczką „Tygodnika Mazowsze”. Później na emigracji w Niemczech, współpracowała m.in. z Radiem Wolna Europa oraz Sekcją Polską BBC. Po powrocie do kraju w 1987 została ekspertem związkowym, działała w Komisji Polityki Społecznej przy Komitecie Obywatelskim. Brała udział w pracach zespołu do spraw gospodarki i polityki społecznej w trakcie obrad Okrągłego Stołu.
Od 1989 pełniła funkcję doradcy ministra pracy, od 1991 do 1994 była wiceministrem w Ministerstwie Pracy i Polityki Socjalnej. W latach 1998–2001 pełniła funkcję doradcy ministra pracy i polityki społecznej oraz członka rady nadzorczej ZUS. Od 1997 współpracowała z Instytutem Badań nad Gospodarką Rynkową. Jest autorką licznych publikacji z dziedziny polityki społecznej, była ekspertem Międzynarodowej Organizacji Pracy oraz Komisji Europejskiej.
Działała w Unii Demokratycznej, Unii Wolności i Partii Demokratycznej. Została współzałożycielką i pierwszym prezesem stowarzyszenia Otwarta Rzeczpospolita, a także członkinią rady programowej Kongresu Kobiet.
18 października 2010 została podsekretarzem stanu w Kancelarii Prezydenta Bronisława Komorowskiego ds. społecznych. 5 września 2013 odebrała nominację na sekretarza stanu w KPRP. Pełniła tę funkcję do 5 sierpnia 2015. W 2018 zasiadła w radzie Fundacji Instytut Bronisława Komorowskiego, następnie została członkinią rady programowej tej fundacji.
Odznaczona Krzyżem Komandorskim Orderu Odrodzenia Polski (2015). Wyróżniona Medalem Solidarności Społecznej przyznanym przez BCC. W 2019 uhonorowana Nagrodą Miasta Stołecznego Warszawy.